# Омлоп хет Нијувсблад 2021.
Омлоп хет Нијувсблад 2021. (хол. Omloop Het Nieuwsblad 2021 било је 76. издање једнодневне бициклистичке трке — Омлоп хет Нијувсблада. Одржана је 27. фебруара 2021. године, у белгијском региону Фландрија, као први класик у сезони, прва трка у оквиру фландријских класика и друга трка у UCI ворлд туру 2021, након УАЕ Тура. Одржана је дан прије Курне—Брисел—Курнеа, са којим чини викенд отварања и означава почетак прољећних класика.
Укупна дужина је износила 201 km. Старт је био у Генту, вожено је девет секција калдрме и укупно 13 успона, од чега су три била калдрмисана, а неки успони и секције калдрме возе се на Ронде ван Фландерену, док је циљ био у Нинову. Први успон био је Леберг, који је вожен укупно три пута, док су у финишу вожени Мур ван Герардсберген и Босберг, након чега је последњих 13 km до циља вожено по равном.
Бранилац титуле био је Јаспер Стојвен, који је на трци 2020. побиједио у спринту Ива Лампара. Највећи фаворити били су Жилијен Алафилип, Тим Веленс и Серен Краг Андерсен, док Метју ван дер Пул и Ваут ван Арт нису возили.
На циљ је стигла група од 45 возача, што је била највећа група у историји трке која је заједно дошла на циљ у борби за побједу, надмашивши групу из 1993, када је 44 возача стигло на циљ; такође, то је био први пут након 2009. да је побједник одлучен у спринту велике групе, када је у групи било 18 возача. Давиде Балерини је побиједио у спринту, испред Џекија Стјуарта и побједника из 2012 — Сепа Ванмаркеа, који је трећи пут завршио на трећем мјесту.

## Рута
Старт трке био је у Генту, послије чега су се правила два круга у Фландријским арденима, док је циљ био у Нинову, гдје је премјештен 2019. Првих 45 km вожено је по равном, док је прва секција калдрме — Хагхек, вожена послије 46 km, а била је дуга 2 km, након чега је вожен први успон — Леберг, дуг 700 метара, са просјечним нагибом од 6,1 % и максималним нагибом од 14 %. Послије 22 km по равном, на 130 km до циља, вожена је друга секција калдрме — Хојсепонтвег, која је била дуга 1,5 km, а 3,5 km након калдрме, вожен је други успон — Ден Аст, дуг 500 метара, са просјечним нагибом 4,3 % и максималним нагибом од 9,6 %. На 99 km до циља, вожен је успон Катеберг, дуг 600 метара, са просјечним нагибом од 6,7 % и максималним нагибом од 8 %. док је 500 метара након врха успона, вожена трећа секција калдрме — Холевег, дуга 1,5 km. Послије 109 km, по други пут су вожени Хагхек и Леберг, након чега је вожено супротном страном. На 83 km до циља, вожена је пета секција калдрме, дуга 2,2 km — Падестрат, након чега се ишло други пут кроз Велцеке, док је 10 километара касније, вожен успон Хостелере, дуг 1,3 km, са максималним нагибом од 16 %.
Послије девет километара по равном, на 64 km до циља, вожен је Валкенберг, дуг 900 метара, са максималним нагибом од 15 %, након чега се ишло кроз Ауденарде, преко успона Волвенберг, дугог 660 метара, са просјечним нагибом од 7,9 %, уз максимални нагиб 17,3 %. Са врха Волвенберга, ишло се десно и по други пут је вожена секција Холевег, која је била шеста секција калдрме, након чега је вожена и седма секција — Карел Малтестрат, дуга 870 метара.
На 49 km до циља, вожена је осма секција калдрме — Јагериј, дуга 730 метара, док је, шест километара касније, вожен успон Моленберг, дуг 400 метара, са просјечним нагибом од 7 %, уз максимални нагиб 14,2 %. Након што је завршен други круг, поново се стигло до секције Хагхек, која је била и последња секција калдрме по равном, а вожена је на 39 km до циља, послије чега је, по трећи пут, вожен успон Леберг. На 31 km до циља, вожен је успон Берендрис, дуг 900 метара, са просјечним нагибом од 7,1 % и максималним нагибом од 12,3 %, а 2 km послије њега, вожен је калдрмисани успон — Елберенберг Возенхол, дуг 1,4 km, са просјечним нагибом од 3,6 % и максималним нагибом од 9 %,
Након 12 километара, на 17 km до циља, вожен је Мур Герардсберген, дуг 910 метара, са просјечним нагибом од 9 % и максималним нагибом од 20 %, а до 2012, био је одлучујући успон на Ронде ван Фландерену, када је циљ такође био у Нинову. Последњи успон био је Босберг, који је вожен на 14 km до циља, укупне дужине 1,1 km, са просјечним нагибом од 5 %. Последњих 13 km, вожено је по равном, до града Нинове, гдје је био циљ.

### Секције калдрме
| Бр. | Име              | Дужина (km) | Дужина од (km) | Дужина од (km) |
| Бр. | Име              | Дужина (km) | Почетак (km)   | До циља (km)   |
| --- | ---------------- | ----------- | -------------- | -------------- |
| 1.  | Хагхек           | 2           | 46             | 155            |
| 2.  | Хојсепонтвег     | 1,5         | 71             | 130            |
| 3.  | Холевег          | 1,5         | 103            | 98             |
| 4.  | Хагхек           | 2           | 109            | 92             |
| 5.  | Падестрат        | 2,2         | 118            | 83             |
| 6.  | Холевег          | 1,5         | 148            | 53             |
| 7.  | Карел Малтестрат | 0,8         | 149            | 52             |
| 8.  | Јагериј          | 0,7         | 152            | 49             |
| 9.  | Хагхек           | 2           | 162            | 39             |

### Успони
| Бр. | Име                   | Дужина (km) | Просјечни нагиб (%) | Максимални нагиб (%) | Дужина од (km) | Дужина од (km) |
| Бр. | Име                   | Дужина (km) | Просјечни нагиб (%) | Максимални нагиб (%) | Почетак (km)   | До циља (km)   |
| --- | --------------------- | ----------- | ------------------- | -------------------- | -------------- | -------------- |
| 1.  | Леберг                | 0,7         | 6,1                 | 14                   | 49             | 152            |
| 2.  | Ден Аст               | 0,7         | 6,3                 | 9,6                  | 76             | 125            |
| 3.  | Катеберг              | 0,6         | 6,7                 | 8                    | 136            | 131            |
| 4.  | Леберг                | 0,7         | 6,1                 | 14                   | 112            | 89             |
| 5.  | Хостелере             | 0,7         | 4,3                 | 16                   | 128            | 73             |
| 6.  | Валкенберг            | 0,9         | 6                   | 15                   | 137            | 64             |
| 7.  | Волвенберг            | 0,6         | 7,9                 | 17,3                 | 148            | 53             |
| 8.  | Моленберг             | 0,4         | 7                   | 14,2                 | 158            | 43             |
| 9.  | Леберг                | 0,7         | 6,1                 | 14                   | 166            | 35             |
| 10. | Берендрис             | 0,9         | 7,1                 | 12,3                 | 170            | 31             |
| 11. | Елберенберг Возенхол  | 1,4         | 3,6                 | 9                    | 172            | 29             |
| 12. | Мур ван Герардсберген | 0,9         | 9                   | 20                   | 184            | 17             |
| 13. | Босберг               | 1,1         | 5,8                 | 11                   | 188            | 13             |

## Тимови
На трци је учествовало 25 тимова и укупно 175 возача, по седам у сваком тиму. Свих 19 ворлд тур тимова имало је аутоматску позивницу и били су обавезни да учествују; побједник про тура за претходну годину такође је имао аутоматску позивницу за све ворлд тур трке, а другопласирани из про тура имао је аутоматску позивницу за све једнодневне ворлд тур трке, док су организатори трке — Фландријски класици, додијелили четири вајлд кард позивнице.
По правилу из 2019. најбољи про тур тим у рангирању има загарантовано учешће на свакој ворлд тур трци наредне сезоне; најбољи про тур тим у сезони 2020. био је Алпесин—феникс, који је, такође, завршио на 12 мјесту у свјетском поретку тимова. Другопласирани тим из про тура 2020. — Аркеа—самсик, такође има аутоматску позивницу за класике, док су четири вајлд кард позивнице добили Бенгол ВБ, Спорт Фландерен—белоис, Тотал директ енержи и ББ хотел—Витал консепт.
UCI ворлд тур тимови:
| - АГ2Р ситроен - Астана премијер тех - Бајк ексчејнџ - Бахреин–викторијус - Бора–ханзгро - Групама—ФДЈ - Декунинк—Квик-степ - ДСМ - ЕФ едукејшен—нипо - Израел старт ап нејшон | - Инеос гренадирс - Интермарш—ванти—гобер материокс - Јумбо—визма - Кофидис - Кубека асос - Лото–судал - Мовистар - Трек–сегафредо - УАЕ тим Емирејтс |

UCI про тур тимови:
| - Алпесин—феникс - Аркеа—самсик - ББ хотел—Витал консепт | - Бенгол ВБ - Спорт Фландерен—белоис - Тотал директ енержи |

## Фаворити
Највећи фаворит био је Жилијен Алафилип, који је био у борби за побједу на Ронде ван Фландерену 2020, када је, заједно са Ван дер Пулом и Ван Артом напао на 35 km до циља, али је касније ударио у мотор и морао је да напусти трку. Од стране већине медија означен је као први фаворит, иако је возио трку по први пут, а дан прије трке, изјавио је да није први фаворит и да се нада да ће помоћи тиму да оствари побједу. Ван дер Пул је, неколико дана прије трке, морао да напусти УАЕ Тур са тимом Алпесин—феникс, због позитивних резултата на ковид 19. Био је негативан на тесту, због чега је могао да се врати у Холандију, али је ипак одлучио да пропусти Омлоп и да вози Курне, док је лидер тима на Омлопу био Јаспер Филипсен. Ван Арт је одлучио да прескочи викенд отварања и да сезону почне на Страде Бјанкеу, због чега су поједини медији означили тим Декунинк—Квик-степ као главног фаворита за побједу, због великог броја возача способних да побиједе; за тим су, поред Алафилипа, возили Давиде Балерини, Каспер Асгрен, Тим Деклерк, Ив Лампар, Флоријан Сенешал и Здењек Штибар, побједник трке 2019.
Остали фаворити били су Тим Веленс, Серен Краг Андерсен, Јаспер Стојвен, Оливер Насен, Иван Гарсија Кортина, Матео Трентин, Тиш Бенот, Мадс Педерсен, Грег ван Авермат и Ђани Москон. Веленс је завршио Омлоп на трећем мјесту 2019, док је на почетку 2021. освојио трку Етоил де Бесеж, након чега се повукао са Тур де ла Провенсе, како би се припремио за класике. Краг Андерсен је побиједио на двије етапе на Тур де Франсу 2020, док је на Омлопу био лидер тима ДСМ, заједно са Бенотом и Роменом Бардеом, који је дебитовао за тим. Стојвен је освојио трку 2020, а на трци 2021, био је лидер Трека, уз Мадса Педерсена, који је 2020. освојио Гент—Вевелгем.
Насен и Ван Авермат били су лидери АГ2Р ситроена. Ван Авермат је освојио трку 2016. и 2017, када је такође освојио и Париз—Рубе, док је последњу побједу остварио на Гран при сајклисте де Монтреалу 2019. Насен није освојио ниједан велики класик у каријери прије трке, а завршио је на подијуму на Милано—Санрему, Гент—Вевелгему и Е3 Харелбекеу. Инеос Гренадирс су предводили Москон и Том Пидкок, који је дебитовао у сениорској конкуренцији, након што је у јуниорској и у конкуренцији до 23 године, освојио Ђиро д’Италију и Париз—Рубе.
Трентин и Александер Кристоф су предводили УАЕ тим Емирејтс, док је Гарсија Кортина предводио Мовистар, у који је прешао на крају сезоне 2020. Сеп Ванмарке, који је освојио трку 2012, када је у спринту побиједио Тома Бонена и два пута завршио на трећем мјесту, предводио је Израел старт ап нејшн, док су Бајк ексчејнџ предводили Лук Дарбриџ, Роберт Станард и Амон Грендал Јенсен, који је дебитовао за тим. Едвалд Босон Хаген, који је завршио на трећем мјесту 2014, а освојио је Гент—Вевелгем 2009, предводио је Тотал директ енержи, заједно са Никијем Терпстром, који је освојио Париз—Рубе 2014. и Ронде ван Фландерен 2018. Бахреин—викторијус предводили су Сони Колбрели и Дилан Тунс, док је такође возио и Хајнрих Хауслер. Брајан Кокар предводио је ББ хотел—Витал консепт, Нилс Полит је предводио Бору у одсуству Петера Сагана, који је био позитиван на вирус корона, док су Астану предводили Алекс Аранбуру и Фабио Фелине.

## Преглед трке
Потписивање возача почело је у 10:30; било је хладно и магловито, због чега су возачи долазили у јакнама, након чега су ишли у тимски аутобус. Прије старта трке, из тима Израел старт ап нејшн, објавили су да је спортски директор — Дирк Демол, позитиван на вирус корона, због чега је морао да напусти трку, као и возачи који су били у контакту са њим — Рето Холенстејн и Гијом Бовен. У 11:07, возачи су кренули из неутралне зоне до нултог километра, а трка је стартовала у 11:20.
Напади су почели одмах на старту, а бијег се одвојио након 10 километара; у бијег су отишли Берт де Бакер, Јевгениј Федеров, Рајан Гибонс, Кени де Кетеле и Матис Лувел и стекли су брзо 25 секунди предности. Стефан Кинг је имао проблема и морао је да мијења бицикл, док је предност бјегунаца порасла на минут. Де Бакер је био најстарији возач у бијегу, са 36 година, док је најмлађи био Федеров, са 21 годином и возио је прву ворлд тур трку. На 188 km до циља, стекли су четири минута предности, док су на 166 km до циља, стекли осам и по минута предности, након чега је Тим Деклерк из Декунинк—Квик-степа изашао на чело групе и брзо је смањио предност на осам минута. Послије првог успона на Леберг, возачи Јумбо—визме су дошли близу чела групе, након чега се десио пад у групи и пали су возачи из Интермашеа, Групаме—ФДЈ и Бахреина, међу којима је био и Колбрели. Послије пада, група је убрзала и предност је пала на седам минута на 120 km до циља. На око 100 km до циља, предност је смањена на шест минута, а Деклерк је био на челу сво вријеме, више од 40 километара.
Јакоб Еголм је отпао од групе, а на 86 km до циља, почела је да пада киша, због чега су секције са калдрмом постале клизавије. Бахреин и Трек су изашли на чело групе, након чега је дошло до пада, у којем су учествовали Асгрен, Доули, Фрисон, Ван Авермат и Ванмарке. Ван Авермат се брзо вратио у главну групу, из које је напао возач ЕФ-а, док је Лувел имао механичких проблема и отпао је из бијега. Лувел је достигао остале бјегунце на 77 km до циља, док је ДСМ изашао на чело главне групе и предност је пала на три минута. Након што је Асгрен изашао на чело групе, велики број возача је отпао, а Жил ван дер Берг је напао на 67 km до циља. Стекао је 10 секунди предности, док је предност бјегунаца пала на два минута. Прије успона на Волвенберг, Трек и ФДЈ су били на челу, након чега су дошли и Кофидис и Квик-степ, за који су при врху били Асгрен, Алафилип и Балерини. Тимо Веленс је пао, али се брзо вратио на бицикл, док је, минут касније, дошло до већег пада, у којем су учествовали Сиберг и Колбрели. На 53 km до циља, предност бјегунаца је пала на минут и 16 секунди, док је главну групу предводио Ив Лампар, испред Алафилипа. На наредној уској кривини лијево, Лампар је пао, али је могао да настави трку и вратио се у групу, док је на 50 km до циља, Виктор Кампенартс напао.
Кампенартс је достигнут, након чега је Асгрен напао, али је и он достигнут. На 48 km до циља, предност бјегунаца пала је на 22 секунде, док се на 44 km до циља, десио још један пад у главној групи, у којем је учествовао Едоардо Афини. Олав Кој и Јохан Јакобс су напали и стекли 15 секунди предности. На почетку успона на Моленберг, Трек је био на челу групе; Матео Трентин је напао, Алафилип је одмах реаговао и достигао га. Пратило је још возача и одвојила се група од девет возача, у којој су била још два возача Квик-степа — Штибар и Балерини, као и Ван Авермат, Ванмарке, Кристоф Лапорт, Арјен Ливинс и Михал Гогл, док возачи Трека нису успјели да испрате напад. Стекли су 10 секунди предности и достигли су Која и Јакобса, након чега су достигли бјегунце на 41 km до циља. Пидкок и Кевин Женије су напали из главне групе и достигли су водећу групу на 38 km до циља. Повећали су предност на 15 секунди, а на трећем успону на Леберг, Алафилип је изашао на чело водеће групе, захваљујући чему су повећали предност на 25 секунди.
На успону Берендрис, на 32 km до циља, Алафилип је напао; нико није могао да прати, а Гогл је предводио групу, након чега је Пидкок напао у потјери за Алафилипом и Лапорт га је пратио. Алафилип је стекао 14 секунди предности, док је групе достигла Пидкока и Лапорта. Пидкок је напао поново, Ван Авермат је пратио, док је Алафилип стекао 23 секунде предности, на 28 km до циља. Предност Алафилипа је пала на 16 секунди, док је главна група, коју је предводио тим ДСМ, смањила заостатак на 40 секунди. На 26 km до циља, Штибар је пао; могао је да настави, али га је престигла главна група. На 20 km до циља, главна група, коју су предводили Трек и Лото—судал, смањила је заостатак на 26 секунди, док је, на 19 km до циља, Алафилип достигнут.
На почетку успона Мур ван Герардсберген, главна група је достигла водеће, након чега је Алафилип изашао на чело групе и возио на темпо. Ванмарке је затим изашао на чело, због чега се Алафилип склонио и отишао на зачеље групе. Ђани Москон је изашао на чело и одмах се одвојио од групе, а Кортина је покушавао да га достигне. Москон је стекао осам секунди предности на 16 km до циља, и упркос бројним нападима, задржао је предност до почетка последњег успона — Босберга. На 13 km до циља, Москон је достигнут и група од 40 возача прешла је заједно преко успона. У групи је било неколико спринтера — Балерини, Хејтер, Кристоф, Педерсен, Кортина и Кокар. Алафилип, Асгрен и Лампар су радили на челу за Балеринија, како би спријечили нападе у финишу. Алафилип је остао на челу групе до 4,4 km до циља, након чега је Лампар преузео. На 2 km до циља, Хејтер је пао, док је Кристоф имао механичких проблема и обојица су испала из борбе за побједу. На 800 метара до циља, Асгрен је предводио Балеринија, док је Филип Жилбер био одмах иза њих. Балерини је почео први да спринта и побиједио је убједљиво. Џеки Стјуарт је завршио на другом мјесту, Ванмарке на трећем, Хајнрих Хауслер на четвртом, Жилбер на петом, Аранбуру на шестом, Флоријан Сенешал на седмом, Трентин на осмом, Женије на деветом, а Нилс Полит на десетом.
На циљ је стигла група од 45 возача, што је била највећа група у историји која је дошла на циљ у борби за побједу. Такође, то је био први пут од 2009, да је побједник одлучен у групном спринту. Стјуарт, коме је то била прва професионална сезона, изјавио је да је на циљ стигла велика група захваљујући томе што није било вјетра и вријеме је било лијепо. Балерини, који је остварио прву велику побједу у каријери, изјавио је: „ово је сан! Не могу да вјерујем, ријечи нису довољне да бих описао шта ово значи за мене и како се осјећам након побједе.“ Изјавио је и да му је Алафилип, након што је достигнут, рекао да ће тим радити за њега у наставку. Ванмарке је завршио трку на подијуму по четврти пут, од чега трећи пут на трећем мјесту.

## Резултати
Трку је стартовало 173 возача, након што су два возача Израел старт ап нејшна морала да се повуку прије почетка трке, због тога што су били у контакту са спортским директором, који је био позитиван на вирус корона. Завршило је 140 возача.
| Позиција | Возач                | Тим                             | Вријеме     |
| -------- | -------------------- | ------------------------------- | ----------- |
| 1        | Давиде Балерини      | Декунинк—Квик-степ              | 4 с 43' 03" |
| 2        | Џеки Стјуарт         | Групама—ФДЈ                     | + 0"        |
| 3        | Сеп Ванмарке         | Израел старт ап нејшн           | + 0"        |
| 4        | Хајнрих Хауслер      | Бахреин–викторијус              | + 0"        |
| 5        | Филип Жилбер         | Лото–судал                      | + 0"        |
| 6        | Алекс Аранбуру       | Астана                          | + 0"        |
| 7        | Флоријан Сенешал     | Декунинк—Квик-степ              | + 0"        |
| 8        | Матео Трентин        | УАЕ тим Емирејтс                | + 0"        |
| 9        | Кевин Женије         | Групама—ФДЈ                     | + 0"        |
| 10       | Нилс Полит           | Бора–ханзгро                    | + 0"        |
| 11       | Иван Гарсија Кортина | Мовистар                        | + 0"        |
| 12       | Амори Капио          | Аркеа—самсик                    | + 0"        |
| 13       | Кристоф Лапорт       | Кофидис                         | + 0"        |
| 14       | Силван Дилијер       | Алпесин—феникс                  | + 0"        |
| 15       | Ентони Тиржис        | Тотал директ енержи             | + 0"        |
| 16       | Брајан Кокар         | ББ хотел—Витал консепт          | + 0"        |
| 17       | Седрик Белен         | Спорт Фландерен—белоис          | + 0"        |
| 18       | Том ван Асброк       | Израел старт ап нејшн           | + 0"        |
| 19       | Оливер Насен         | АГ2Р ситроен                    | + 0"        |
| 20       | Дрис де Бонт         | Алпесин—феникс                  | + 0"        |
| 21       | Гонзало Серано       | Мовистар                        | + 0"        |
| 22       | Ован Доули           | Инеос Гренадирс                 | + 0"        |
| 23       | Серен Краг Андерсен  | ДСМ                             | + 0"        |
| 24       | Тим Веленс           | Лото–судал                      | + 0"        |
| 25       | Јорди Варлоп         | Спорт Фландерен—белоис          | + 0"        |
| 26       | Лоренс Насен         | АГ2Р ситроен                    | + 0"        |
| 27       | Марко Халер          | Бахреин–викторијус              | + 0"        |
| 28       | Ем де Гент           | Интермарш—ванти—гобер материокс | + 0"        |
| 29       | Тиш Бенот            | ДСМ                             | + 0"        |
| 30       | Димитри Клејс        | Кубека асос                     | + 0"        |
| 31       | Сирил Барт           | ББ хотел—Витал консепт          | + 0"        |
| 32       | Лукаш Визниовски     | Кубека асос                     | + 0"        |
| 33       | Грег ван Авермат     | АГ2Р ситроен                    | + 0"        |
| 34       | Дамијен Туз          | АГ2Р ситроен                    | + 0"        |
| 35       | Јонас Руш            | ЕФ едукејшен—нипо               | + 0"        |
| 36       | Амунд Грендал Јансен | Бајк ексчејнџ                   | + 0"        |
| 37       | Михал Гегл           | Кубека асос                     | + 0"        |
| 38       | Стефан Кинг          | Групама—ФДЈ                     | + 0"        |
| 39       | Хонатан Нарваез      | Инеос Гренадирс                 | + 0"        |
| 40       | Дилан Тунс           | Бахрејн–викторијус              | + 0"        |
| 41       | Тимо Росен           | Јумбо—визма                     | + 0"        |
| 42       | Горка Изагире        | Астана                          | + 0"        |
| 43       | Арјен Ливинс         | Бенгол ВБ                       | + 0"        |
| 44       | Лук Дарбриџ          | Бајк ексчејнџ                   | + 0"        |
| 45       | Ђани Москон          | Инеос Гренадирс                 | + 0"        |
| 46       | Натан ван Хојдонк    | Јумбо—визма                     | + 7"        |
| 47       | Свен Ерик Бистрем    | УАЕ тим Емирејтс                | + 7"        |
| 48       | Виктор Кампенартс    | Кубека асос                     | + 7"        |
| 49       | Каспер Асгрен        | Декунинк—Квик-степ              | + 15"       |
| 50       | Јел Сутер            | Бенгол ВБ                       | + 17"       |
| 51       | Паскал Енкхорн       | Јумбо—визма                     | + 17"       |
| 52       | Лоак Влежен          | Интермарш—ванти—гобер материокс | + 17"       |
| 53       | Јоан Јакобс          | Мовистар                        | + 22"       |
| 54       | Пит Алежер           | Кофидис                         | + 22"       |
| 55       | Том Пидкок           | Инеос Гренадирс                 | + 22"       |
| 56       | Ив Лампар            | Декунинк—Квик-степ              | + 40"       |
| 57       | Жилијен Алафилип     | Декунинк—Квик-степ              | + 40"       |
| 58       | Александер Кристоф   | УАЕ тим Емирејтс                | + 1' 33"    |
| 59       | Лукас Пестлбергер    | Бора–ханзгро                    | + 2' 44"    |
| 60       | Марко Маркато        | УАЕ тим Емирејтс                | + 2' 44"    |
| 61       | Мајлс Скотсон        | Групама—ФДЈ                     | + 2' 44"    |
| 62       | Ромен Барде          | ДСМ                             | + 2' 44     |
| 63       | Алекс Кирш           | Трек–сегафредо                  | + 2' 44"    |
| 64       | Андреа Пасквалон     | Интермарш—ванти—гобер материокс | + 2' 45"    |
| 65       | Јонас Кох            | Интермарш—ванти—гобер материокс | + 3' 00"    |
| 66       | Итан Хејтер          | Инеос Гренадирс                 | + 3' 07"    |
| 67       | Кенет ван Рој        | Спорт Фландерен—белоис          | + 3' 07"    |
| 68       | Ксандро Морис        | Алпесин—феникс                  | + 3' 07"    |
| 69       | Ники Терпстра        | Тотал директ енержи             | + 3' 07"    |
| 70       | Оскар Рисербек       | Алпесин—феникс                  | + 3' 07"    |
| 71       | Стефано Олдани       | Лото–судал                      | + 3' 07"    |
| 72       | Милан Ментен         | Бенгол ВБ                       | + 3' 07"    |
| 73       | Мадс Вирц Шмит       | Израел старт ап нејшн           | + 3' 07"    |
| 74       | Фредерик Бакерт      | ББ хотел—Витал консепт          | + 3' 07"    |
| 75       | Карлос Барберо       | Кубека асос                     | + 3' 07"    |
| 76       | Јури Холман          | Мовистар                        | + 3' 07"    |
| 77       | Андре Карваљо        | Кофидис                         | + 3' 07"    |
| 78       | Јорис Нијувенхус     | ДСМ                             | + 3' 07"    |
| 79       | Андреас Крон         | Лото–судал                      | + 3' 07"    |
| 80       | Тобијас Лудвигсон    | Групама—ФДЈ                     | + 3' 07"    |
| 81       | Себастијан Лангевелд | ЕФ едукејшен—нипо               | + 3' 07"    |
| 82       | Жемпи Дрикер         | Кофидис                         | + 3' 07"    |
| 83       | Јаспер Стојвен       | Трек–сегафредо                  | + 3' 07"    |
| 84       | Дион Смит            | Бајк ексчејнџ}                  | + 3' 07"    |
| 85       | Тимо Веленс          | Спорт Фландерен—белоис          | + 3' 07"    |
| 86       | Едвард Тунс          | Трек–сегафредо                  | + 4' 26"    |
| 87       | Том Виртген          | Бенгол ВБ                       | + 4' 26"    |
| 88       | Том Боли             | Кофидис                         | + 4' 26"    |
| 89       | Олав Кој             | Јумбо—визма                     | + 4' 26"    |
| 90       | Дрис ван Гестел      | Тотал директ енержи             | + 4' 26"    |
| 91       | Рајан Мулен          | Трек–сегафредо                  | + 4' 26"    |
| 92       | Мартен Винант        | Јумбо—визма                     | + 4' 26"    |
| 93       | Сене Јелсен          | Алпесин—феникс                  | + 4' 26"    |
| 94       | Матијас Норсгард     | Мовистар                        | + 4' 26"    |
| 95       | Бенжамен Деклерк     | Аркеа—самсик                    | + 4' 26"    |
| 96       | Тако ван дер Хорн    | Интермарш—ванти—гобер материокс | + 4' 26"    |
| 97       | Данијел Меклеј       | Аркеа—самсик                    | + 4' 26"    |
| 98       | Едвалд Босон Хаген   | Тотал директ енержи             | + 4' 26"    |
| 99       | Бенжамен Пери        | Астана                          | + 4' 26"    |
| 100      | Кристоф Ноп          | Аркеа—Самсик                    | + 4' 26"    |
| 101      | Роберт Станард       | Бајк ексчејнџ                   | + 4' 26"    |
| 102      | Арон ван Пук         | Спорт Фландерен—белоис          | + 4' 26"    |
| 103      | Антоан Дишен         | Групама—ФДЈ                     | + 4' 26"    |
| 104      | Јенс Кеукелер        | ЕФ едукејшен—нипо               | + 4' 26"    |
| 105      | Конор Свифт          | Аркеа—самсик                    | + 4' 26"    |
| 106      | Фабио Фелине         | Астана                          | + 4' 26"    |
| 107      | Фабијан Линард       | Групама—ФДЈ                     | + 4' 26"    |
| 108      | Алекс Едмондсон      | Бајк ексчејнџ                   | + 4' 26"    |
| 109      | Данијел Ос           | Бора–ханзгро                    | + 4' 26"    |
| 110      | Себастијан Мора      | Мовистар                        | + 4' 26"    |
| 111      | Норман Ватра         | Израел старт ап нејшн           | + 4' 26"    |
| 112      | Мадс Педерсен        | Трек–сегафредо                  | + 4' 26"    |
| 113      | Михал Голаш          | Инеос Гренадирс                 | + 4' 26"    |
| 114      | Леонардо Басо        | Инеос Гренадирс                 | + 4' 26"    |
| 115      | Адријен Пети         | Тотал директ енержи             | + 4' 26"    |
| 116      | Сирил Лемоан         | ББ хотел—Витал консепт          | + 4' 26"    |
| 117      | Јенс Дебусхере       | ББ хотел—Витал консепт          | + 4' 26"    |
| 118      | Питер Ванспејбрук    | Интермарш—ванти—гобер материокс | + 4' 26"    |
| 119      | Алекс Колман         | Спорт Фландерен—белоис          | + 4' 26"    |
| 120      | Патрик Гампер        | Бора–ханзгро                    | + 4' 26"    |
| 121      | Сандер Арме          | Кубека асос                     | + 4' 26"    |
| 122      | Гејс ван Хук         | АГ2Р ситроен                    | + 4' 26"    |
| 123      | Јевгениј Федеров     | Астана                          | + 4' 26"    |
| 124      | Јаспер Филипсен      | Алпесин—феникс                  | + 4' 26"    |
| 125      | Здењек Штибар        | Декунинк—Квик-степ              | + 4' 26"    |
| 126      | Јулиус ван ден Берг  | ЕФ едукејшен—нипо               | + 4' 26"    |
| 127      | Иде Шелинг           | Бора–ханзгро                    | + 4' 26"    |
| 128      | Вегард Стаке Ленген  | УАЕ тим Емирејтс                | + 4' 26"    |
| 129      | Берт де Бакер        | ББ хотел—Витал консепт          | + 4' 26"    |
| 130      | Мичел Докер          | ЕФ едукејшен—нипо               | + 9' 15"    |
| 131      | Давиде Мартинели     | Астана                          | + 9' 15"    |
| 132      | Жереми Лекро         | ББ хотел—Витал консепт          | + 9' 15"    |
| 133      | Лудовик Робе         | Бенгол ВБ                       | + 9' 15"    |
| 134      | Том Скули            | ЕФ едукејшен—нипо               | + 9' 15"    |
| 135      | Иманол Ервити        | Мовистар                        | + 9' 15"    |
| 136      | Рајан Гибонс         | УАЕ тим Емирејтс                | + 9' 15"    |
| 137      | Калум Скотсон        | Бајк ексчејнџ                   | + 9' 15"    |
| 138      | Дамијен Годе         | Тотал директ енержи             | + 9' 15"    |
| 139      | Шимон Сајнок         | Кофидис                         | + 9' 15"    |
| 140      | Матис Лувел          | Аркеа—самсик                    | + 9' 15"    |
| —        | Маркус Бурхарт       | Бора–ханзгро                    | DNF         |
| —        | Донован Гроден       | Аркеа—самсик                    | DNF         |
| —        | Сони Колбрели        | Бахреин–викторијус              | DNF         |
| —        | Оливиеро Троја       | УАЕ тим Емирејтс                | DNF         |
| —        | Флоријан Вермерш     | Лото–судал                      | DNF         |
| —        | Кристоф Јул Јенсен   | Бајк ексчејнџ                   | DNF         |
| —        | Јакоб Еголм          | Трек–сегафредо                  | DNF         |
| —        | Емануел Морен        | Кофидис                         | DNF         |
| —        | Крис Лаулес          | Тотал директ енержи             | DNF         |
| —        | Марк Падун           | Бахреин–викторијус              | DNF         |
| —        | Ото Вергерд          | Алпесин—феникс                  | DNF         |
| —        | Бој ван Попел        | Интермарш—ванти—гобер материокс | DNF         |
| —        | Никлас Меркел        | ДСМ                             | DNF         |
| —        | Чарли Квартерман     | Трек–сегафредо                  | DNF         |
| —        | Морено Хофланд       | ЕФ едукејшен—нипо               | DNF         |
| —        | Марсел Сиберг        | Бахреин–викторијус              | DNF         |
| —        | Шон де Би            | Бенгол ВБ                       | DNF         |
| —        | Алексис Гужар        | АГ2Р ситроен                    | DNF         |
| —        | Каспер Педерсен      | ДСМ                             | DNF         |
| —        | Тим Деклерк          | Декунинк—Квик-степ              | DNF         |
| —        | Јенте Бирманс        | Израел старт ап нејшн           | DNF         |
| —        | Стивен Вилијамс      | Бахреин–викторијус              | DNF         |
| —        | Димитри Пејскенс     | Бенгол ВБ                       | DNF         |
| —        | Жилијен Дивал        | АГ2Р ситроен                    | DNF         |
| —        | Јаша Ситерлин        | ДСМ                             | DNF         |
| —        | Фредерик Фрисон      | Лото–судал                      | DNF         |
| —        | Едоардо Афини        | Јумбо—визма                     | DNF         |
| —        | Маћјеј Боднар        | Бора–ханзгро                    | DNF         |
| —        | Кени де Кетеле       | Спорт Фландерен—белоис          | DNF         |
| —        | Мануеле Боаро        | Астана                          | DNF         |
| —        | Емил Вињебо          | Кубека асос                     | DNF         |
| —        | Брент ван Мур        | Лото–судал                      | DNF         |
| —        | Пол Мартенс          | Јумбо—визма                     | DNF         |
| —        | Рето Холенстејн      | Израел старт ап нејшн           | DNS         |
| —        | Гијом Бовен          | Израел старт ап нејшн           | DNS         |

| DNF | Није завршио   |
| DNS | Није стартовао |